# Teun van Pelt

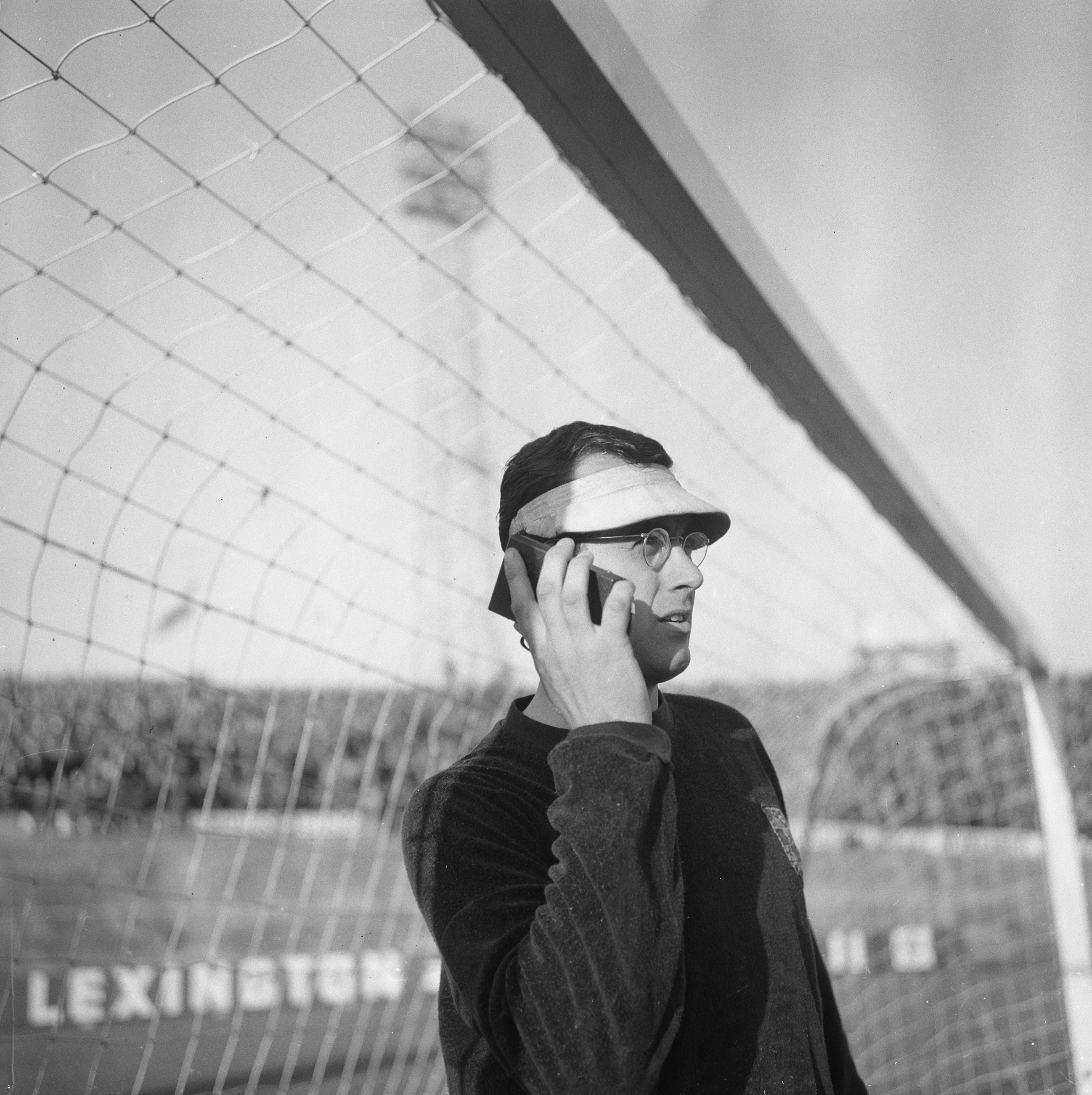
Teun met bril onder de lat (1966)

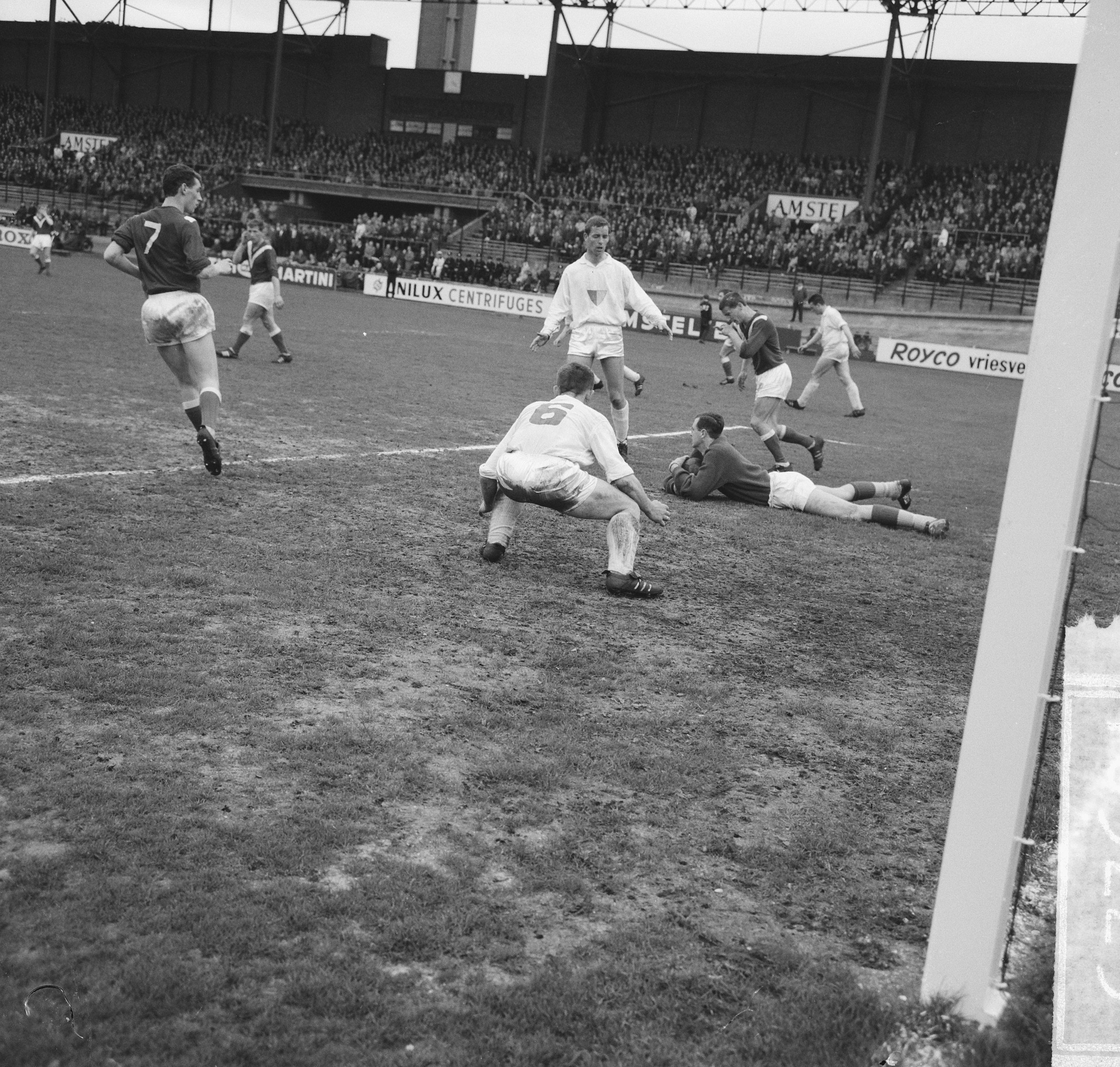
Teun van Pelt met bal op de grond (De Nijs, 1964)

Teunis Antonius (Teun) van Pelt (Rotterdam, 14 mei 1939 – 's-Hertogenbosch,  6 mei 2024) was een Nederlands voetballer, enige tijd verbonden aan Feyenoord en FC Den Bosch.
Zijn loopbaan begon rond 1955 toen hij begon bij amateurvoetbalvereniging Tedino. Twee jaar later was hij te vinden bij Feyenoord, waarbij hij als amateur toch ingeschakeld werd bij een van de wedstrijden tegen AFC Ajax. Hij kreeg er te maken met keeperstrainer Evert Mur. De Waarheid hield het toen op een keeperstalent. Het was het Feyenoord van Cor van der Gijp en Coen Moulijn. Vlak daarna was hij amateur af.  Hij speelde destijds ook vanuit de geneeskundige troepen van de Juliana van Stolbergkazerne in Amersfoort voor het militaire elftal. 
Hij speelde twintig wedstrijden voor de Rotterdamse club en moest plaatsmaken voor een van de bekendste Feyenoord-goalies in wording: Eddy Pieters Graafland. Daarop ontbond Feyenoord het contract met Van Pelt stapte Van Pelt over naar BVV ('s-Hertogenbosch) (1959). Via Elinkwijk (tot 1963), Go Ahead (vanaf 1963) en datzelfde BVV kwam hij in 1966/1967 bij FC Den Bosch terecht. Het werd een kortdurende verbintenis. Al in december 1966 trok FC Den Bosch Leo van Straten aan, omdat Van Pelt het te druk had met zijn zaak. In 1967 was zijn loopbaan er als gevolg van een blessure (dubbele liesbruek tijdens training) al weer voorbij. Een operatie mocht niet baten. Later kreeg hij last van versleten rugwervels.
Ondertussen bestierde hij met zijn gezin al vanaf 1964 Sporthuis Teun van Pelt in de Hinthamerstraat te 's-Hertogenbosch.
Teun van Pelt werd mede bekend doordat hij tijdens de voetbalwedstrijden een bril droeg (zie foto). Fotograaf Jack de Nijs legde een aantal acties uit AFC DWS – Go Ahead (19 april 1964, eindstand 0-0) in het Olympisch Stadion vast voor Anefo.

## Familie
Hij was zoon van Maria Wilhelmina van Poppelen (vader Antonius) en expeditieknecht Hendrik Cornelis van Pelt (vader Teunis). Hijzelf was getrouwd met Tiny Huiskes (1939-2022), die het familiebedrijf grotendeels leidde. Zoon Henk van Pelt voerde de sportzaak al vanaf 1992. Vader Van Pelt was enige jaren Prins Carnaval (1972-1974).
Van Pelt was oomzegger van trainer Wim Groenendijk van FC Eindhoven.